# Harzgerode
Harzgerode (pronunciación en alemán: /haːɐ̯t͡sɡəˈʁoːdə/ⓘ) es un municipio situado en el distrito de Harz, en el estado federado de Sajonia-Anhalt (Alemania), a una altitud de 400 metros. Su población a finales de 2015 era de unos 8000 habitantes y su densidad poblacional, 50 hab/km².